# 北関東自動車道

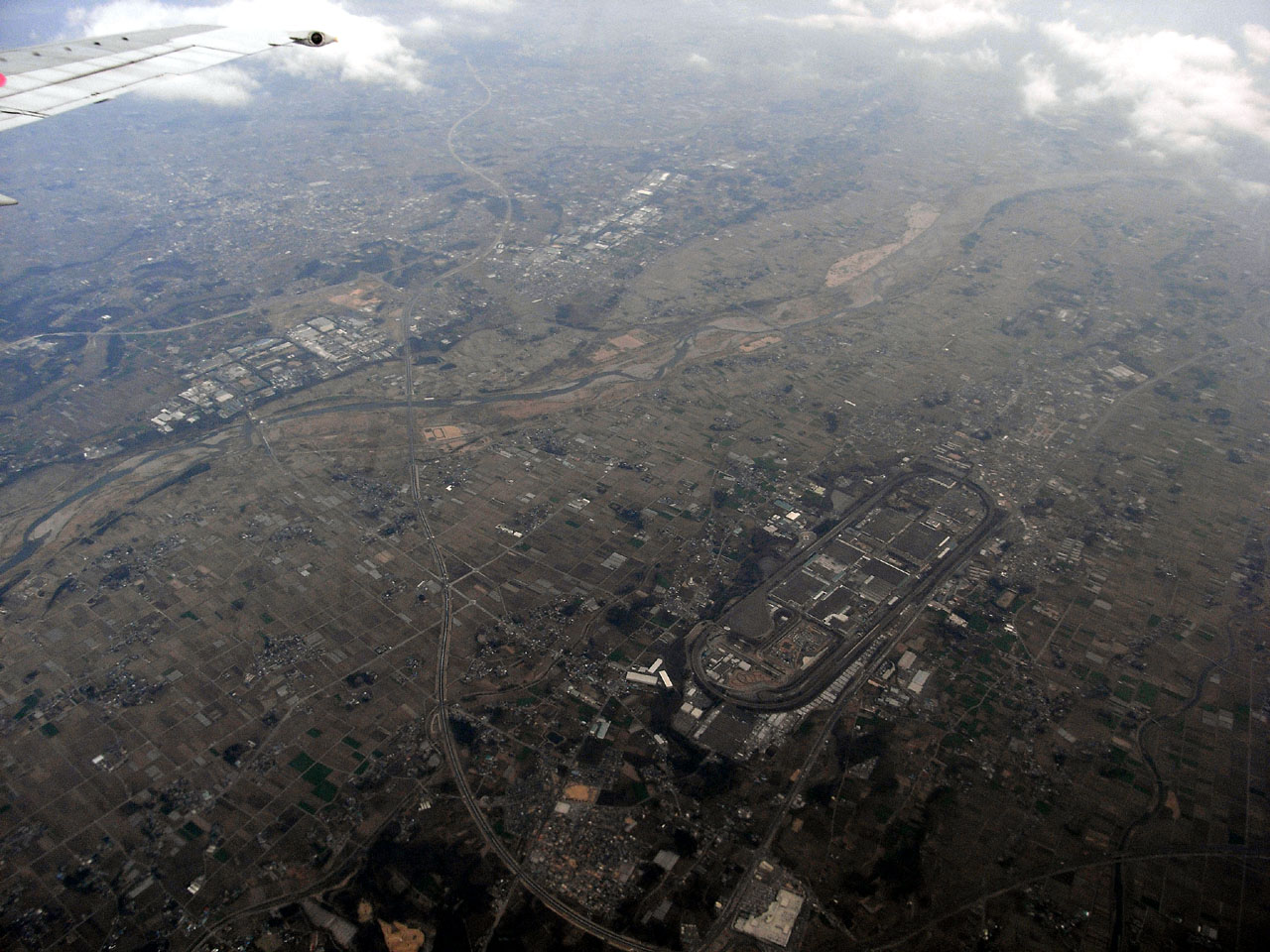
北関東自動車道、鬼怒川、日産自動車栃木工場空撮。2008年3月30日撮影

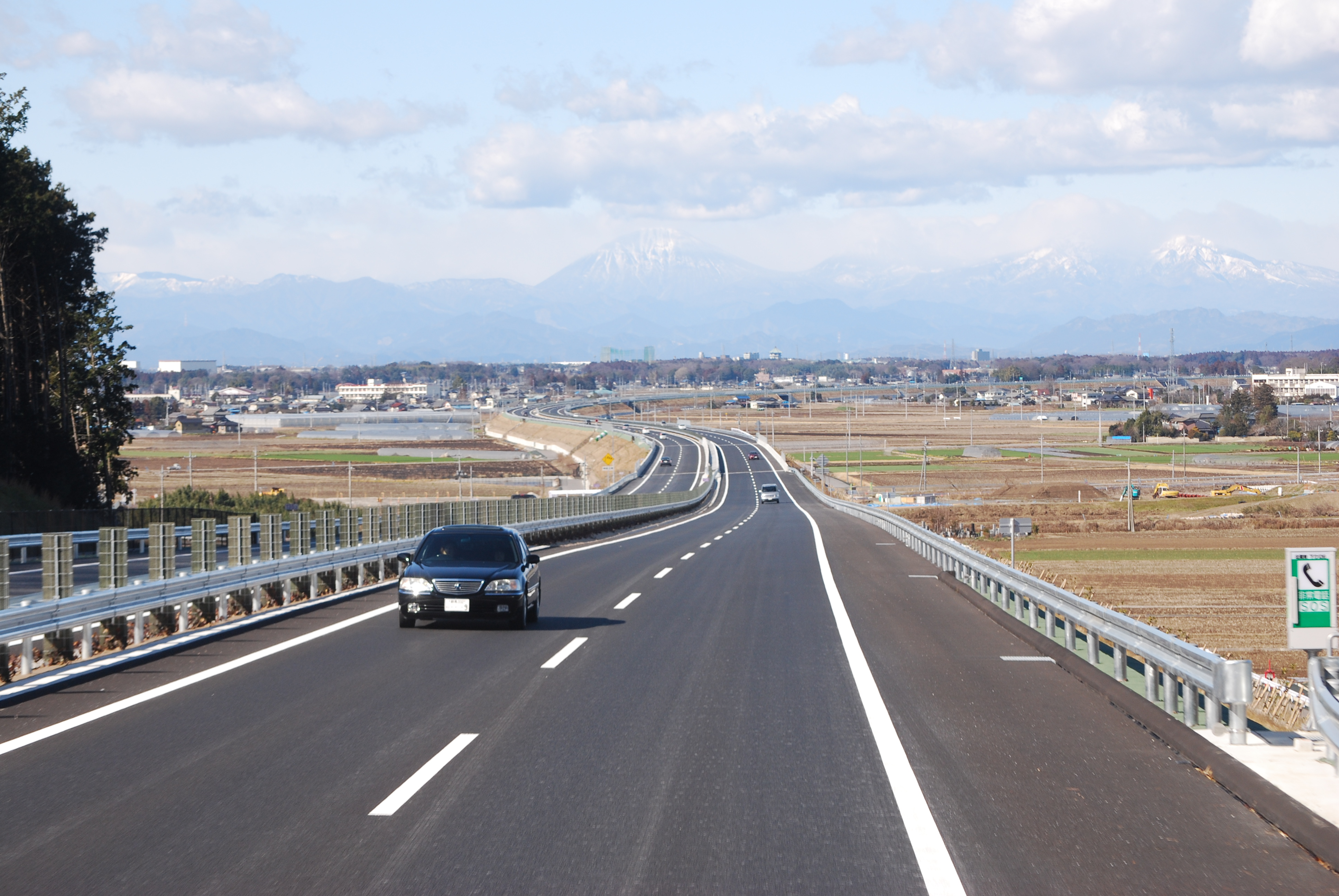
北関東自動車道と日光三山

北関東自動車道（きたかんとうじどうしゃどう、英語: KITA-KANTO EXPWY）は、群馬県高崎市の高崎ジャンクション (JCT) から栃木県の東北自動車道を経由し、茨城県水戸市の水戸南インターチェンジ (IC) へ至る高速道路（高速自動車国道）である。
略称は北関東道（きたかんとうどう）、北関東自動車道建設促進期成同盟会が公募で決めた愛称は北関（きたかん）。群馬県前橋市、栃木県宇都宮市、茨城県水戸市と、利根川以北に当たる北関東3県の県庁所在地を通過している。
高速道路ナンバリングによる路線番号は、東水戸道路、常陸那珂有料道路とともに「E50」が割り振られている。

## 概要
国土開発幹線自動車道としての北関東自動車道は以下のとおりとされている。
| 起点   | 主たる経過地                       | 終点     |
| ------ | ---------------------------------- | -------- |
| 高崎市 | 前橋市付近 宇都宮市付近 水戸市付近 | 那珂湊市 |

高速自動車国道の路線を指定する政令による高速自動車国道としての北関東自動車道は下記のとおりとされている。
| 起点   | 重要な経過地 | 終点         |
| ------ | --- | ------------ |
| 高崎市 | 前橋市 伊勢崎市 太田市 足利市 佐野市 栃木県下都賀郡岩舟町 栃木市 同郡都賀町 下野市 宇都宮市 同県河内郡上三川町 真岡市 桜川市 笠間市 茨城県東茨城郡茨城町 水戸市 | ひたちなか市 |

関越自動車道と東北縦貫自動車道（東北自動車道）、常磐自動車道を結び、北関東の東西軸の強化を目的としている。
水戸南ICからひたちなかICまでの区間は、高速自動車国道に並行する一般国道自動車専用道路で一般有料道路の東水戸道路で、国土開発幹線自動車道では北関東自動車道の一部分にあたる。また、政令上の北関東自動車道の終点であるひたちなかICから先は、地域高規格道路の水戸外環状道路が那珂市まで指定されており常陸那珂有料道路が常陸那珂港ICまで開通している。
以下では、東日本高速道路管理の高速自動車国道の道路名としての北関東自動車道（高崎 - 水戸南）について述べる。
国道50号の混雑緩和と代替補完ならびに所要時間短縮の目的を担い、同国道に概ね併走するルートで建設されたが、北関東3県庁所在地を直結する機能を担う目的から、栃木県真岡市 - 佐野市間は国道50号から北部寄りに大きく外れたルートを採り、宇都宮市南部を通過し都賀地域で東北道に接続する。
水戸方面と高崎方面を行き来する場合は岩舟JCT - 栃木都賀JCT間で東北自動車道と道路を重用する。ほかに関越自動車道、常磐自動車道、東関東自動車道の3路線とジャンクションで接続している。宇都宮 - 水戸間は2008年12月20日に全線開通、宇都宮 - 高崎間は2011年3月19日に全線開通した。
主な建設目的は、
1. 国道50号の混雑緩和（国道50号線のバイパス道路）
2. 関東地方北部の東西連絡道路としての機能
3. 沿線の工業を初めとした産業の発展
4. 首都・東京で重大災害が発生した時の「迂回路」としての機能

の4点である。
全区間開通時から片側2車線で最高速度は100 km/hである。
高崎JCT - 太田桐生IC間と栃木都賀JCT - 真岡IC間は、田園地帯を通過するなだらかな区間である。一方、太田桐生IC - 岩舟JCT間と真岡IC - 友部IC間は、丘陵地帯を通過するため勾配やトンネルが多い。
北関東道は、群馬県から栃木県を経由して茨城県へ至る道路の特性上、上下線との表現ではなく、西行、東行での表現となっている。

## インターチェンジなど
- IC番号欄の背景色が■である区間は既開通区間に存在する。
- スマートインターチェンジ (SIC) は背景色■で示す。
- 路線名の特記がないものは市町道。
- 略字は、JCTはジャンクション、ICはインターチェンジ、PAはパーキングエリアをそれぞれ示す。

| IC 番号                                                                | 施設名           | 接続路線名                        | キロポスト (km) | 高崎JCT から (km) | 備考                                              | 所在地 | 所在地          |
| ---------------------------------------------------------------------- | ---------------- | --------------------------------- | --------------- | ----------------- | ------------------------------------------------- | ------ | --------------- |
| 9-2                                                                    | 高崎JCT          | E17 関越自動車道                  | 0.0             | 0.0               |                                                   | 群馬県 | 高崎市          |
| 1                                                                      | 前橋南IC         | 県道11号前橋玉村線（バイパス）    | 3.0             | 3.0               |                                                   | 群馬県 | 前橋市          |
| 2                                                                      | 駒形IC           | 県道2号前橋館林線（駒形バイパス） | 7.5             | 7.5               |                                                   | 群馬県 | 前橋市          |
| 2-1                                                                    | 波志江PA/SIC     |                                   | 11.7            | 11.7              | コンビニエンスストア併設                          | 群馬県 | 伊勢崎市        |
| 3                                                                      | 伊勢崎IC         | 国道17号上武道路                  | 14.5            | 14.5              |                                                   | 群馬県 | 伊勢崎市        |
| 4                                                                      | 太田藪塚IC       | 県道315号大原境三ツ木線           | 19.9            | 19.9              |                                                   | 群馬県 | 太田市          |
| 4-1                                                                    | 太田強戸PA/SIC   |                                   | 26.6            | 26.6              | ガソリンスタンド併設                              | 群馬県 | 太田市          |
| 5                                                                      | 太田桐生IC       | 国道122号（太田バイパス）         | 30.5            | 30.5              |                                                   | 群馬県 | 太田市          |
| -                                                                      | 救急車緊急退出路 |                                   |                 |                   | 足利赤十字病院に接続                              | 栃木県 | 足利市          |
| -                                                                      | 足利SIC          |                                   | 34.3            | 34.3              | 事業中 2028年度開通予定                           | 栃木県 | 足利市          |
| 6                                                                      | 足利IC           | 国道293号                         | 40.8            | 40.8              |                                                   | 栃木県 | 足利市          |
| 6-1                                                                    | 出流原PA/SIC     | 県道175号山形寺岡線               | 47.0            | 47.0              |                                                   | 栃木県 | 佐野市          |
| 7                                                                      | 佐野田沼IC       | 県道347号佐野田沼インター線       | 49.1            | 49.1              |                                                   | 栃木県 | 佐野市          |
| 7-1                                                                    | 岩舟JCT          | E4 東北自動車道                   | 54.4            | 54.4              | 東北自動車道のJCT番号は「7-2」                    | 栃木県 | 栃木市          |
| この間 E4 東北自動車道（重複区間 13.6 km、重複区間の間に栃木ICが入る） |                  |                                   |                 |                   |                                                   | 栃木県 | 栃木市          |
| 8-1                                                                    | 栃木都賀JCT      | E4 東北自動車道                   | 0.0             | 68.0              |                                                   | 栃木県 | 栃木市          |
| 8                                                                      | 都賀IC           | 県道3号宇都宮亀和田栃木線         | 3.8             | 71.8              |                                                   | 栃木県 | 栃木市          |
| -                                                                      | 壬生PA/SIC       | -                                 | 8.6             | 76.6              | ハイウェイオアシス併設 SICは事業中                | 栃木県 | 下都賀郡 壬生町 |
| 9                                                                      | 壬生IC           | 県道340号壬生インター線           | 10.1            | 78.1              |                                                   | 栃木県 | 下都賀郡 壬生町 |
| -                                                                      | 下野SIC          |                                   | 14.3            | 82.3              | 2025年度末以降供用開始予定                        | 栃木県 | 下野市          |
| 10                                                                     | 宇都宮上三川IC   | 新4号国道                         | 18.5            | 86.5              | 一部は上三川町に位置 インターパーク宇都宮南に接続 | 栃木県 | 宇都宮市        |
| 11                                                                     | 真岡IC           | 国道408号（真岡北バイパス）       | 26.0            | 94.0              |                                                   | 栃木県 | 真岡市          |
| -                                                                      | 五行川PA（仮称） |                                   |                 |                   | 検討中                                            | 栃木県 | 真岡市          |
| 12                                                                     | 桜川筑西IC       | 国道50号                          | 40.9            | 108.9             |                                                   | 茨城県 | 桜川市          |
| 13                                                                     | 笠間西IC         | 県道64号土浦笠間線                | 49.8            | 117.8             |                                                   | 茨城県 | 笠間市          |
| -                                                                      | 笠間PA/SIC       | -                                 | 57.5            | 125.5             | ガソリンスタンド併設 SICは事業中                  | 茨城県 | 笠間市          |
| 14                                                                     | 友部IC           | 国道355号                         | 58.9            | 126.9             |                                                   | 茨城県 | 笠間市          |
| 8-2                                                                    | 友部JCT          | E6 常磐自動車道                   | 66.3            | 134.3             |                                                   | 茨城県 | 笠間市          |
| 15                                                                     | 茨城町西IC       | 県道59号玉里水戸線                | 70.4            | 138.4             |                                                   | 茨城県 | 東茨城郡 茨城町 |
| 15-1                                                                   | 茨城町JCT        | E51 東関東自動車道                | 72.6            | 140.6             | 東関東道のJCT番号は「18」                         | 茨城県 | 東茨城郡 茨城町 |
| 16                                                                     | 茨城町東IC       | 国道6号                           | 77.2            | 145.2             |                                                   | 茨城県 | 東茨城郡 茨城町 |
| 17                                                                     | 水戸南IC         | 国道6号                           | 80.6            | 148.6             |                                                   | 茨城県 | 水戸市          |
| E50 東水戸道路 ひたちなか方面                                          |                  |                                   |                 |                   |                                                   |        |                 |

- キロポストは、関越道 - 東北道間は高崎JCTから、東北道 - 常陸那珂有料道路・常陸那珂港IC間が栃木都賀JCTからとなっているが、区別するため栃木都賀JCTからは同JCTからの距離数値に100を加えたものになっている。

## 歴史
| 2000 | (3月)友部JCT - 水戸南IC (7月)栃木都賀JCT - 宇都宮上三川IC (12月)友部IC - 友部JCT                         |
| 2001 | (3月)高崎JCT - 伊勢崎IC                                                                                  |
| 2002 | |
| 2003 | |
| 2004 | |
| 2005 | |
| 2006 | |
| 2007 | (11月)笠間西IC - 友部IC                                                                                  |
| 2008 | (3月)伊勢崎IC - 太田桐生IC・宇都宮上三川IC - 真岡IC (4月)桜川筑西IC - 笠間西IC (12月)真岡IC - 桜川筑西IC |
| 2009 | |
| 2010 | (4月)佐野田沼IC - 岩舟JCT                                                                                |
| 2011 | (3月)太田桐生IC - 佐野田沼IC                                                                             |

- 1987年（昭和62年）
  - 6月30日 : 第四次全国総合開発計画が閣議決定され、北関東横断自動車道として高規格幹線道路の構想となる。
  - 9月1日 : 国土開発幹線自動車道建設法の改正により、国幹道の予定路線とされる。
- 1996年（平成8年）12月27日 : 国土開発幹線自動車道建設審議会（国幹審）で、上三川 - 友部間（40 km）が整備計画路線に昇格[12]。
- 2000年（平成12年）
  - 3月18日 : 友部JCT - 水戸南IC間開通[13]により、常磐自動車道と接続。
  - 7月27日 : 栃木都賀JCT - 宇都宮上三川IC間開通により、東北自動車道と接続。
  - 12月2日 : 友部IC - 友部JCT間開通[14]。
- 2001年（平成13年）3月31日 : 高崎JCT - 伊勢崎IC間開通により、関越自動車道と接続。
- 2005年（平成17年）10月1日 : 日本道路公団民営化により、東日本高速道路株式会社の所管路線となる。
- 2007年（平成19年）11月14日 : 笠間西IC - 友部IC間開通。
- 2008年（平成20年）
  - 3月1日 : 波志江PA開設。
  - 3月8日 : 伊勢崎IC - 太田桐生IC間開通。
  - 3月15日 : 宇都宮上三川IC - 真岡IC間開通。
  - 3月29日 : 波志江PAスマートIC社会実験開始。
  - 4月12日 : 桜川筑西IC - 笠間西IC間開通。
  - 12月20日 : 真岡IC - 桜川筑西IC間開通（栃木 - 茨城間の全線開通）。壬生PA・笠間PA開設。
- 2009年（平成21年）4月1日 : 波志江PAスマートIC供用開始。
- 2010年（平成22年）
  - 3月6日 : 茨城町JCT開通により、東関東自動車道と接続。
  - 4月17日 : 佐野田沼IC - 岩舟JCT間開通により、東北自動車道と接続。
- 2011年（平成23年）3月19日 : 太田桐生IC - 佐野田沼IC間開通（群馬 - 栃木間の全線開通）。出流原PA開設。これにより全線開通。当初は15時開通予定だったが、3月11日に発生した東日本大震災への救援活動を考慮して、12時開通に前倒しされた。また、同大震災のため、開通前に緊急車両や支援物資を輸送する車両に限って開放した。
- 2018年（平成30年）7月28日 : 太田強戸PA/スマートIC供用開始[15]。
- 2021年（令和3年）2月24日 - 3月1日 : 栃木県足利市で発生した山火事が拡大したため、太田桐生IC - 足利IC間で全面通行止めとなる[16]。
- 2022年（令和4年）9月19日 : 出流原スマートIC供用開始[17]。

## 路線状況

### 車線・最高速度
| 区間                   | 車線 上下線=西行き+東行き | 最高速度 |
| ---------------------- | ------------------------- | -------- |
| 高崎JCT - 岩舟JCT      | 4=2+2                     | 100 km/h |
| 栃木都賀JCT - 水戸南IC | 4=2+2                     | 100 km/h |

### 道路施設

#### サービスエリア・パーキングエリア
北関東道にはパーキングエリア (PA) が5か所（波志江・太田強戸・出流原・壬生・笠間）設けられており、サービスエリア (SA) はない。
波志江PAにはコンビニエンスストアがあり、開業当初は西行き（高崎JCT方面）がセーブオン、東行き（岩舟JCT方面）がミニストップであったが、2018年8月31日をもってセーブオンとして営業している店舗は全店舗でローソンへの転換が完了し、株式会社セーブオンはローソンのメガフランチャイジーとなった関係で2019年現在、西行きはローソンとなっている。
笠間PAと太田強戸PAは商業施設とガソリンスタンドがある。なお、太田強戸PAが供用されるまでは北関東道経由で東北道 - 関越道・上信越道を利用する場合は最大で170 km程度給油施設が無い状況となっており、北関東道分岐に近い東北道・関越道・上信越道の各SAの手前や友部IC付近・笠間PA手前には給油を促す看板が設置されていた。
出流原PAはトイレと自動販売機のみの簡素なPAである。
壬生PAはパーキングエリア自体は無人だがハイウェイオアシスとして整備されており、隣接する道の駅みぶの各施設が利用出来る。
スマートインターチェンジを併設する太田強戸PAについては、以前から計画があったものの建設が凍結され、波志江PAおよび佐野PA（仮称、現：出流原PA）の状況を見て再開か否か検討されることとなった。その後北関東道の交通量が予想を大きく上回り、東日本高速道路も周辺パーキングの混雑状況の調査を開始したことを受けて、群馬県及び太田市は計画を再始動させ、建設再開を要望。2017年度に供用開始予定となったが、後に延期され2018年7月28日に供用開始された。
また、真岡IC - 桜川筑西IC間に五行川PA（仮称）を設置する予定があり、橋桁等の一部施設が着工されたが凍結されている。こちらも栃木県が早期整備を要望している状態である。

#### 主なトンネル
- 五十部トンネル（太田桐生IC - 足利IC）：西行 478 m 東行 460 m
- 大岩トンネル（太田桐生IC - 足利IC）：西行 914 m 東行 926 m
- 北郷トンネル（太田桐生IC - 足利IC）：西行 678 m 東行 685 m
- 塩坂峠トンネル（足利IC - 出流原PA、足利市・佐野市境を通過する）：西行 1,025 m 東行 1,051 m
- 出流原トンネル（足利IC - 出流原PA）：西行 279 m 東行 188 m
- 唐沢山城跡トンネル（佐野田沼IC - 岩舟JCT、佐野市・栃木市（旧・下都賀郡岩舟町）境を通過する）：西行 2,165 m 東行 2,151 m
- 大政山トンネル（真岡IC - 桜川筑西IC、栃木県真岡市・茨城県桜川市境を通過する）：西行 1,610 m 東行 1,598 m
- 岩瀬トンネル（桜川筑西IC - 笠間西IC）：西行 2,822 m 東行 2,807 m（北関東自動車道最長のトンネル）
- 唐桶山トンネル（笠間西IC - 笠間PA）：西行 1,070 m 東行 1,064 m

##### トンネルの数
| 区間                  | 上り線 | 下り線 |
| --------------------- | ------ | ------ |
| 高崎JCT - 太田桐生IC  | 0      | 0      |
| 太田桐生IC - 足利IC   | 3      | 3      |
| 足利IC - 出流原PA     | 2      | 2      |
| 出流原PA - 佐野田沼IC | 0      | 0      |
| 佐野田沼IC - 岩舟JCT  | 1      | 1      |
| 栃木都賀JCT - 真岡IC  | 0      | 0      |
| 真岡IC - 桜川筑西IC   | 1      | 1      |
| 桜川筑西IC - 笠間西IC | 1      | 1      |
| 笠間西IC - 笠間PA     | 1      | 1      |
| 笠間PA - 水戸南IC     | 0      | 0      |
| 合計                  | 9      | 9      |

### 道路管理者
- NEXCO東日本関東支社
  - 高崎管理事務所 : 高崎JCT - 太田桐生IC
  - 宇都宮管理事務所 : 太田桐生IC - 岩舟JCT、栃木都賀JCT - 桜川筑西IC
  - 水戸管理事務所 : 桜川筑西IC - 水戸南IC

#### ハイウェイラジオ
- 駒形（駒形IC - 伊勢崎IC）

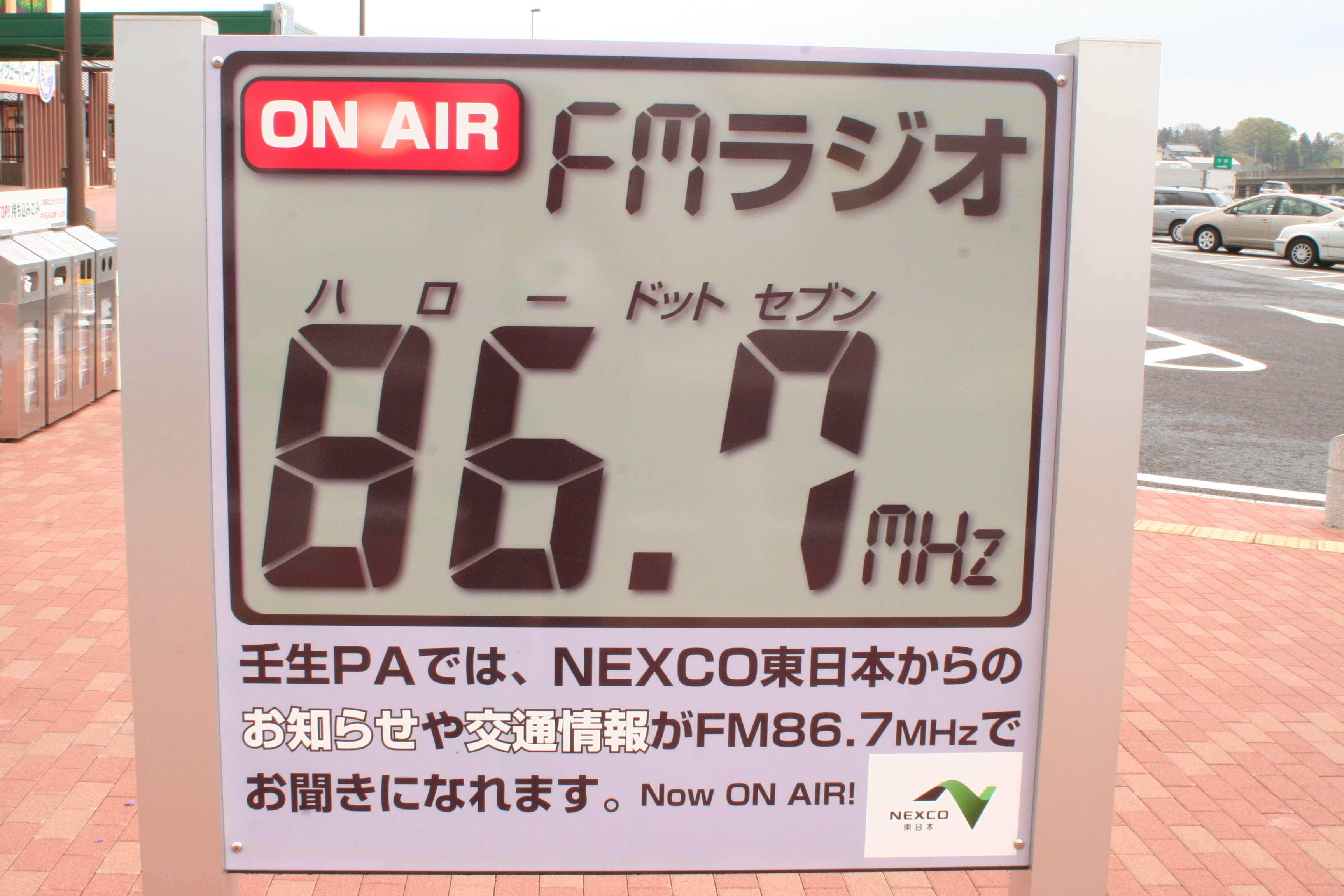
壬生PA内ハイウェイラジオ案内(現在は86.9MHzで放送されている)

- 出流原（出流原PA付近）：出流原PA内でも、同一の内容を放送している。
- 上三川（壬生IC - 宇都宮上三川IC）（壬生PA内・ミニFM局）
- 笠間（笠間PA付近） : 笠間PA内でも、同一の内容を放送している。
- 茨城（友部JCT - 茨城町JCT）

コールサインは「ハイウェイラジオ北関東道○○」と放送される（例：上三川であれば「ハイウェイラジオ北関東道上三川」）。
壬生PA内のハイウェイラジオは、高速道路施設上で珍しいミニFM方式を採用している。

### 交通量
24時間交通量（台）　道路交通センサス
| 区間                       | 平成17年（2005年）度 | 平成22年（2010年）度 | 平成27年（2015年）度 |
| -------------------------- | -------------------- | -------------------- | -------------------- |
| 高崎JCT - 前橋南IC         | 25,325               | 40,209               | 49,937               |
| 前橋南IC - 駒形IC          | 22,813               | 38,588               | 49,160               |
| 駒形IC - 波志江PASIC       | 17,088               | 35,183               | 47,954               |
| 波志江PASIC - 伊勢崎IC     | 17,088               | 33,935               | 46,791               |
| 伊勢崎IC - 太田薮塚IC      | 調査当時未開通       | 26,913               | 43,644               |
| 太田薮塚IC - 太田強戸PASIC | 調査当時未開通       | 20,896               | 39,378               |
| 太田強戸PASIC - 太田桐生IC | 調査当時未開通       | 20,896               | 39,378               |
| 太田桐生IC - 足利IC        | 調査当時未開通※      | 調査当時未開通※      | 31,981               |
| 足利IC - 出流原SIC         | 調査当時未開通※      | 調査当時未開通※      | 33,841               |
| 出流原SIC - 佐野田沼IC     | 調査当時未開通※      | 調査当時未開通※      | 33,841               |
| 佐野田沼IC - 岩舟JCT       | 調査当時未開通       | 05,815               | 36,320               |
| 栃木都賀JCT - 都賀IC       | 13,422               | 25,008               | 29,995               |
| 都賀IC - 壬生IC            | 13,121               | 24,457               | 29,701               |
| 壬生IC - 宇都宮上三川IC    | 10,466               | 21,476               | 26,512               |
| 宇都宮上三川IC - 真岡IC    | 調査当時未開通       | 13,649               | 18,854               |
| 真岡IC - 桜川筑西IC        | 調査当時未開通       | 11,445               | 15,624               |
| 桜川筑西IC - 笠間西IC      | 調査当時未開通       | 16,378               | 20,380               |
| 笠間西IC - 友部IC          | 調査当時未開通       | 17,375               | 20,869               |
| 友部IC - 友部JCT           | 03,908               | 19,318               | 21,868               |
| 友部JCT - 茨城町西IC       | 14,458               | 25,431               | 27,151               |
| 茨城町西IC - 茨城町JCT     | 13,824               | 23,236               | 24,858               |
| 茨城町JCT - 茨城町東IC     | 13,824               | 22,340               | 22,959               |
| 茨城町東IC - 水戸南IC      | 08,430               | 15,402               | 15,557               |

（出典：「平成22年度道路交通センサス」・「平成27年度全国道路・街路交通情勢調査」（国土交通省ホームページ）より一部データを抜粋して作成）
- 令和2年度に実施予定だった交通量調査は、新型コロナウイルスの影響で延期された[25]。

※当該区間の開通後半年間の24時間平均交通量は27,500台、その他の区間でも大幅に増加。
2002年度日平均交通量（2003年度JH年報）
- 友部IC - 水戸南IC : 9,707台（前年度比107.8%）
- 栃木都賀JCT - 宇都宮上三川IC : 10,095台(110.2%)
- 高崎JCT - 伊勢崎IC : 14,749台(123.2%)

いずれの区間も新規開通後には、先行開通区間でも顕著に交通量の増加が見られる。

#### 渋滞
土曜日や日曜日、祝日の夕方には西行きが友部JCTと栃木都賀JCTを先頭に5 km以上も渋滞する場合がある。また、関越道（高崎JCT）・東北道（栃木都賀JCT）・常磐道（友部JCT）の渋滞が北関東道まで延びてくることが多い。

## 地理

### 通過する自治体
- 群馬県
  - 高崎市 - 前橋市 - 伊勢崎市 - 太田市
- 栃木県
  - 足利市 - 佐野市 - 栃木市 - （東北自動車道） - 栃木市 - 下都賀郡壬生町 - 下野市 - 宇都宮市 - 河内郡上三川町 - 真岡市
- 茨城県
  - 筑西市 - 桜川市 - 笠間市 - 東茨城郡茨城町 - 水戸市

### 接続する高速道路
- E17 関越自動車道（高崎JCTで接続）
- E4 東北自動車道（岩舟JCT、栃木都賀JCTで接続）
- E6 常磐自動車道（友部JCTで接続）
- E51 東関東自動車道（茨城町JCTで接続）
- 東水戸道路(水戸南ICの先)

## 高速バス
下記の高速バスが北関東自動車道を通行する。
- 東京 - 茨城県庁・水戸（JRバス関東、関東鉄道、茨城交通）
- 東京 - 勝田・東海（茨城交通）
- 日立・水戸 - 羽田空港（茨城交通）
- 常陸太田・勝田 - 茨城空港（茨城交通）
- 水戸 - 茨城空港（関東鉄道）
- 前橋・高崎 - 大阪（日本中央バス）